# Сімена

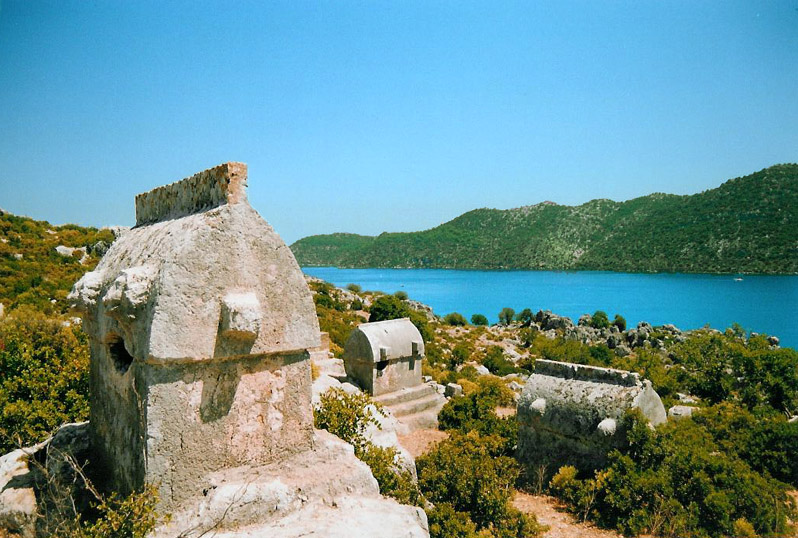

Сімена — стародавнє лікійське місто. Напівзатоплені руїни міста знаходяться неподалік села Учаиз у регіоні Анталія.

## Історія
Місто Сімена засноване на березі затоки Кекова в V столітті до н. е. і завдяки зручному порту вважалося однією з улюблених моряками гаванню.
У II столітті в період катаклізмів і тектонічних поштовхів гір Тавр регіон втратив свою висоту над рівнем моря. Частина міста пішла під воду, а частина була покинута жителями.
Сучасна Сімена — це село з населенням не більше 80 осіб. Основні заняття місцевих жителів: сільське господарство, риболовля, туризм. Головна визначна пам'ятка Сімени — руїни лікійської фортеці, що перейшла від Візантійської імперії до Османської. Особливість даної фортеці полягає в тому, що в ній розташований найменший у Лікії театр. Фортеця знаходиться на найвищій точці, звідки відкривається гарний вид на околиці: Аперлаї, Кекову, Учаиз і протоку. Ця фортеця мала охороняти підходи до міст із моря. Фортеця охороняється міністерством культури й туризму Туреччини.
У селі збереглися унікальні лікійські гробниці, висічені в скелях, а також саркофаги з кришками у вигляді перевернутих човнів. Лікійці, будучи завзятими моряками, вірили, що після смерті зможуть займатися улюбленою справою.
У селі є початкова школа, немає готелів, але є невеликі приватні пансіонати
У 2009 році практично до самої Сімени була протягнута бетонна дорога від Учаиз, що істотно полегшило шлях до всесвітньо відомого села.
У Сімені можна скуштувати найсолодший у світі натуральний апельсиновий сік. Він виготовляється з апельсинів, що ростуть на території міста Фініке, що в 40 кілометрах від Сімени.

## Пам'ятки
Нині навпроти зруйнованого міста стоїть невелике селище, а поруч знаходиться пагорб із руїнами фортеці іоаннітів. Ця фортеця (kale) дала нинішню назву селищу — Калекей.
Найцікавіша пам'ятка Сімени — театр на 150 чоловік, побудований з необробленого каменю. Це найменший відомий нині театр лікійської епохи.
Над театром знаходяться руїни стін фортеці й лікійські гробниці, біля берега розташовані залишки античних лазень. Інша частина стародавнього міста затоплена. Наполовину занурений у воду саркофаг є однією з найбільш часто фотографованих пам'яток Сімени.